# Kościół św. Jana Chrzciciela w Cardiff
Kościół św. Jana Chrzciciela w Cardiff (ang. St John the Baptist Church, wal. Eglwys Sant Ioan Fedyddiwr) – anglikańska świątynia parafialna znajdująca się w walijskim mieście Cardiff.

## Historia
Obecny kościół św. Jana był pierwotnie kaplicą filialną dla nieistniejącego obecnie, założonego przed 1100 rokiem, kościoła św. Marii. W 1180 opiekę nad parafią powierzono benedyktynom z opactwa w Tewkesbury, a kościół św. Marii stał się kościołem klasztornym. W 1404 kaplica została zniszczona przez wojska Owaina Glyndŵra. W 1453 wzniesiono wieżę i nową nawę, a świątynia stała się samodzielnym kościołem parafialnym. W 1889 dobudowano nawę północną i południową. 12 lutego 1952 budynek został wpisany do rejestru zabytków.

## Architektura i wyposażenie
Świątynia gotycko-neogotycka, trójnawowa. Organy wykonał w 1894 Henry Willis, przeszły renowację w 2005. Witraże wykonali m.in. William Morris i Ninian Comper. W kaplicy Herbertów znajduje się grób braci: Johna i Williama Herbertów, pierwszy z nich (zmarły w 1617) był ambasadorem w Danii i Polsce. Na wieży świątyni zawieszonych jest 10 dzwonów.

## Galeria

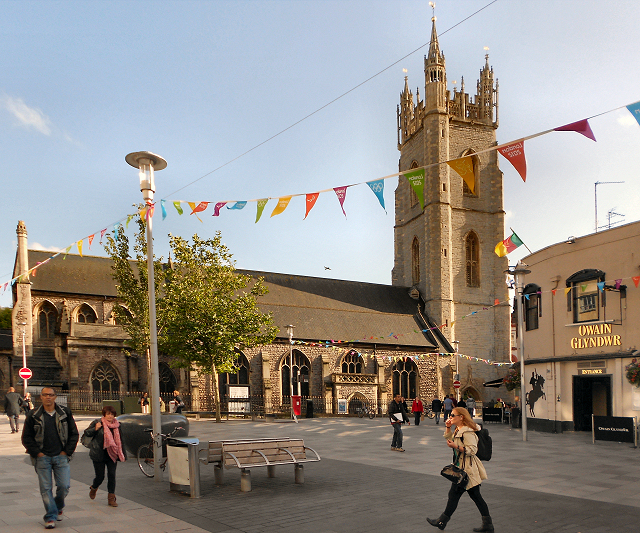
Widok z północy
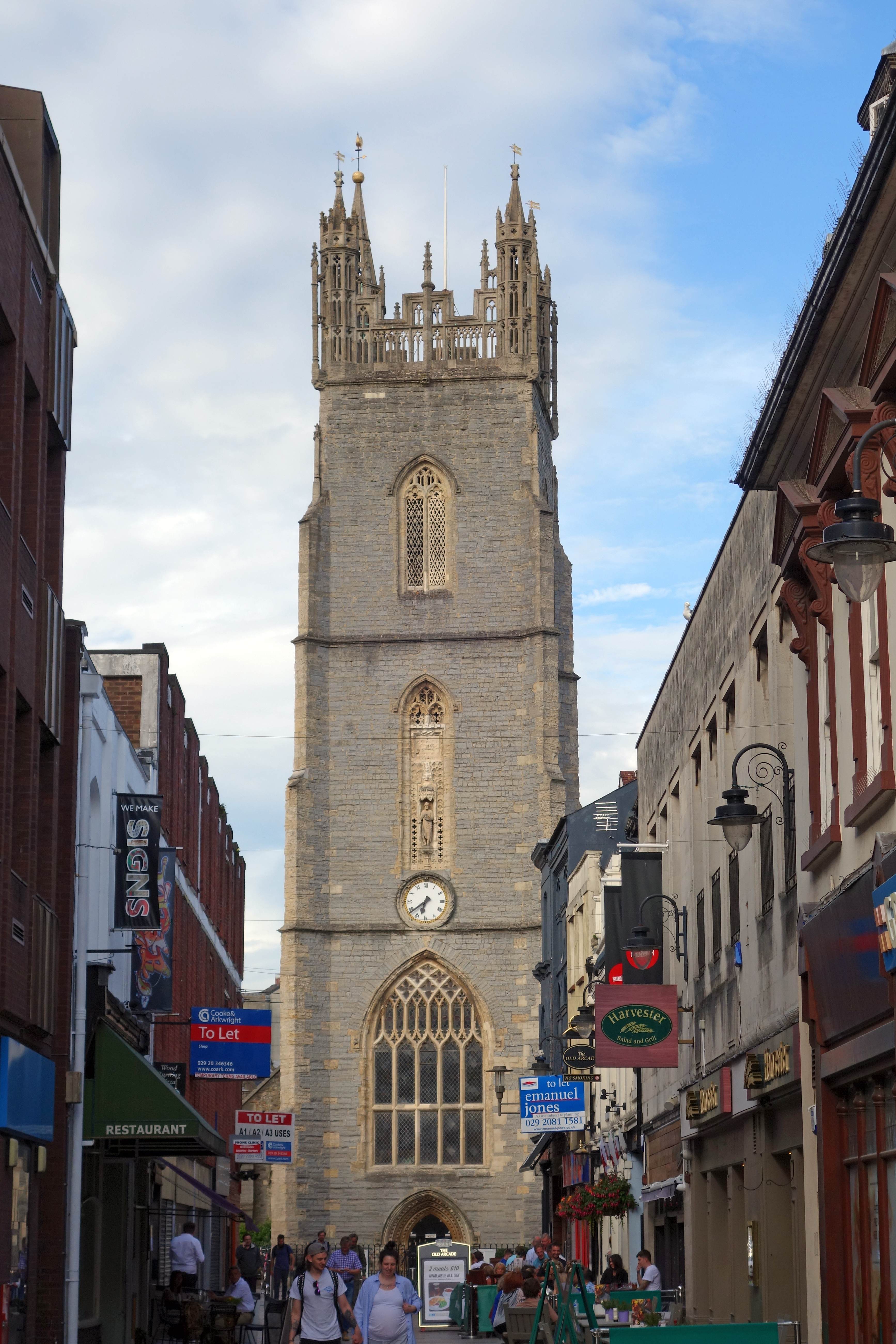
Wieża
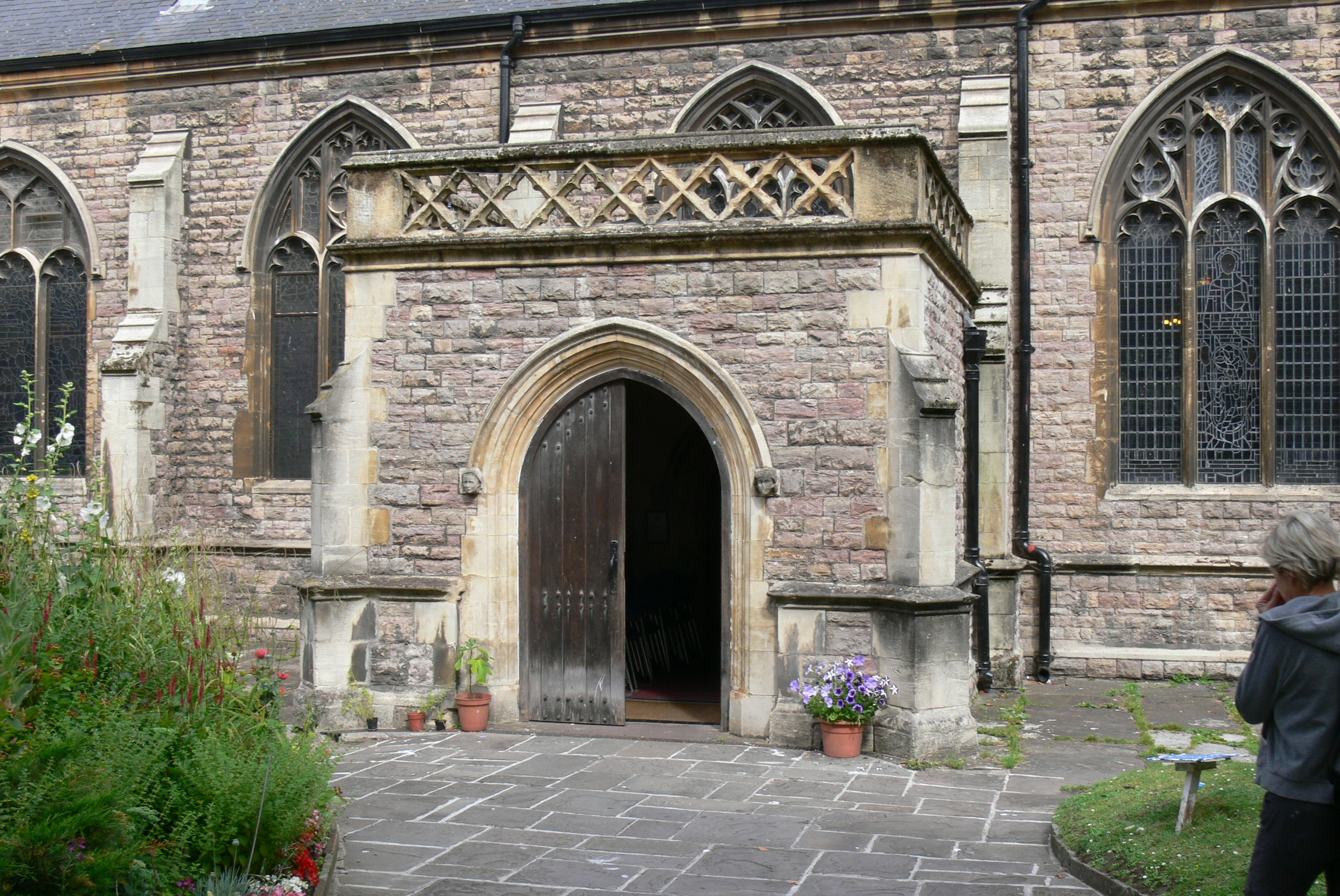
Południowa kruchta
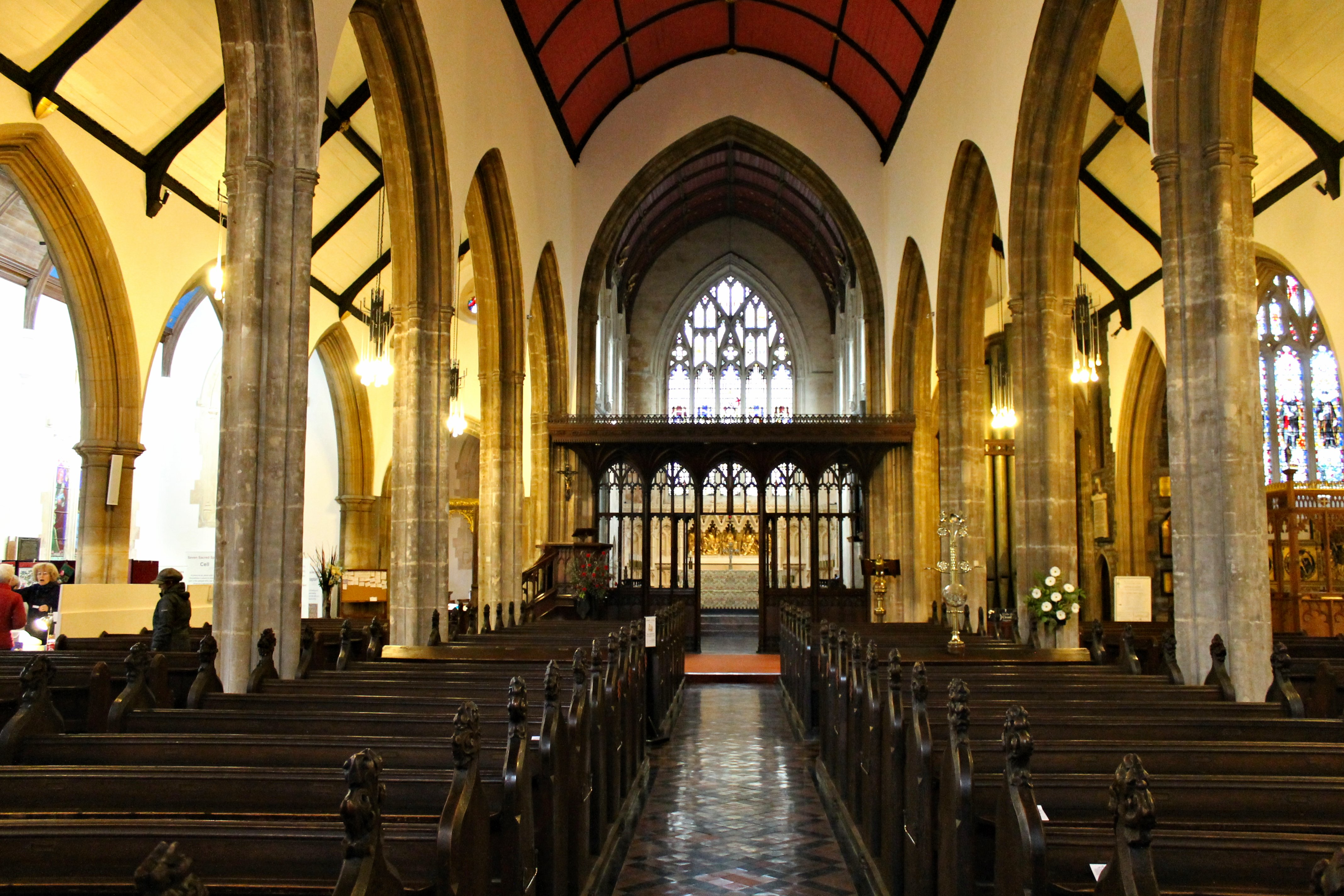
Wnętrze
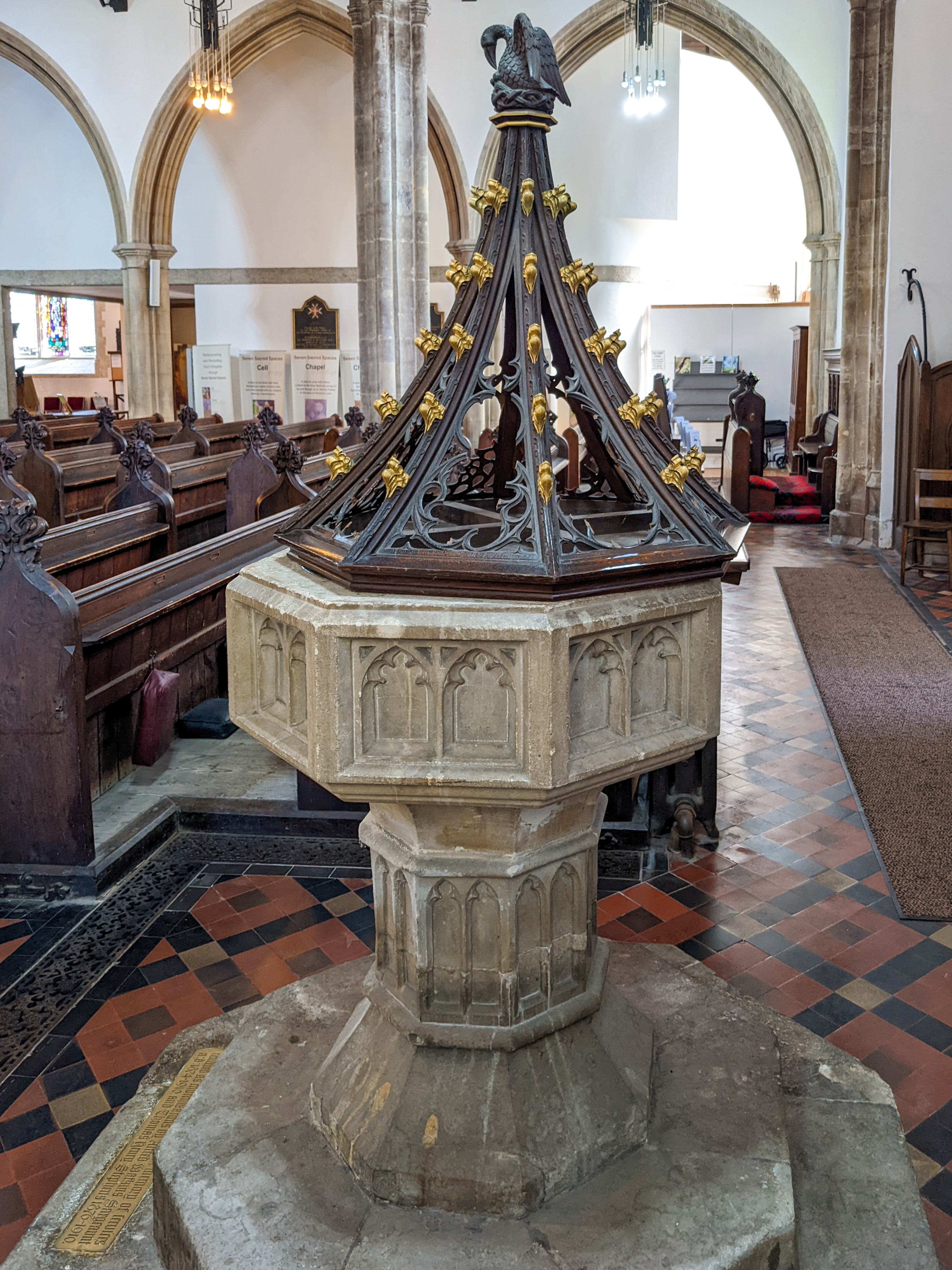
Chrzcielnica
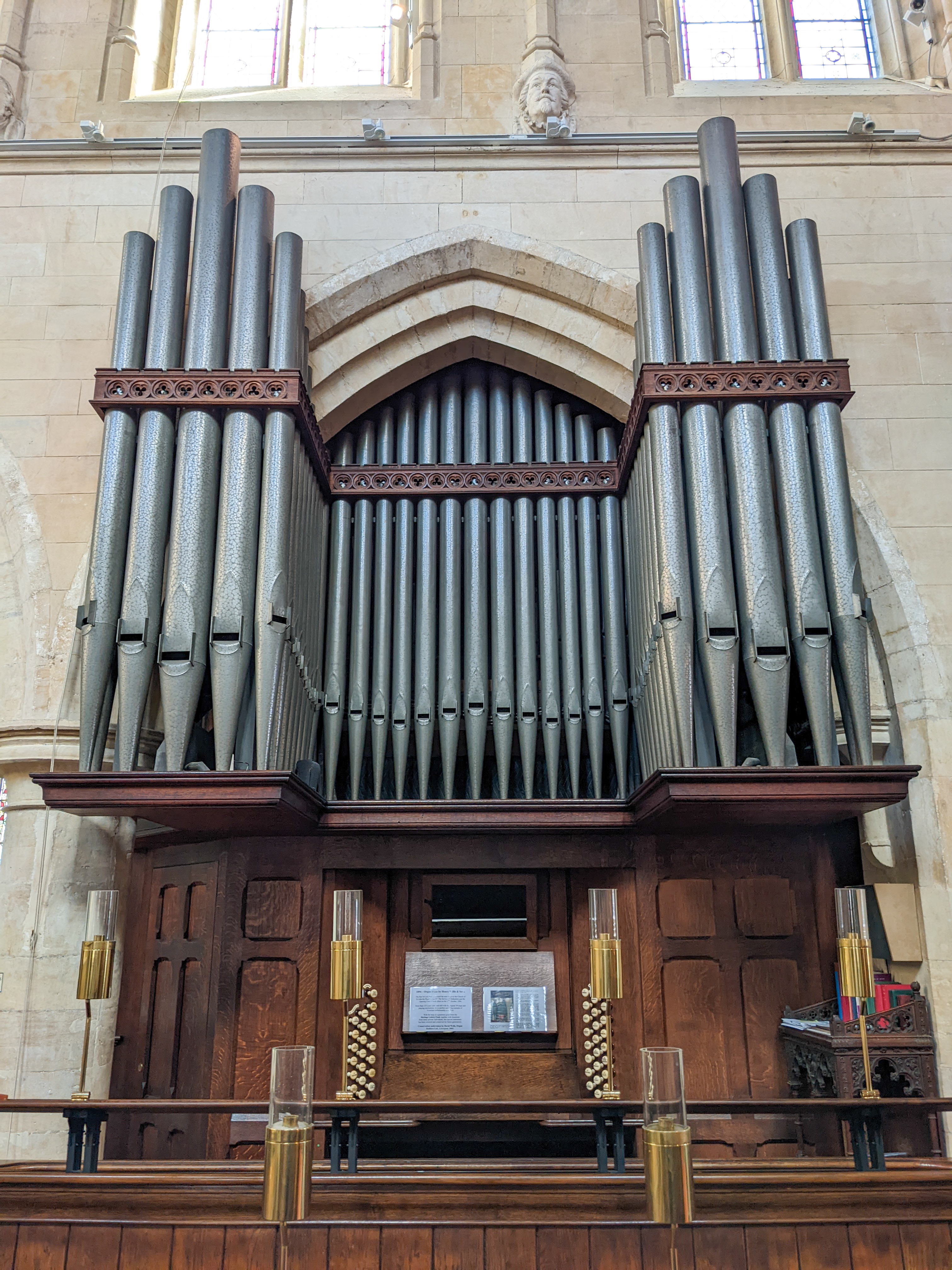
Organy z 1894